# バルーン (ラジオ番組)
『BALLOON バルーン』は、2018年10月1日から2022年12月30日までラジオ沖縄で毎週月曜 - 金曜 9:30 - 11:30（日本標準時）に放送されていたラジオ番組。

## 概要
『カラフル☆』に替わってスタートしたワイド番組。沖縄の今日、世の中の今、季節の旬を中心にいちばん話題にしたくなる今日ならではのテーマを元気と笑いをつめこんだバルーンで届ける、という意味合いが込められており、後述する2つの番組をまとめるレーベルとなっていた。
前番組と同様にラジオカーリポートを10時台・11時台に行い、間の 10:50 - 11:00 に『前田すえこのこだわり健康ジョッキー』を放送。他に『快適生活ラジオショッピング』なども放送していた。エンディングでは『ティーサージ・パラダイス』のMCとのクロストークを行っていた。
番組は2022年12月30日放送分をもって終了。年明けには替わって『〜Enjoy Everyday〜まいたの』がスタートした。

## みーかーのわははのは！
毎週月曜 - 木曜にこの枠で放送されていた番組。
パーソナリティは、2017年12月まで午後のワイド番組『チャットステーション → チャットステーションL』を担当していた玉城美香が務めていた。玉城は、2020年12月の番組終了まで一貫して月曜 - 木曜を担当し続けた。

### ラジオカーリポーター
番組終了時のメンバーを記載。
- Let's Go 仲宗根（月曜）
- 保良光美（火曜・水曜）
- 前徳比嘉優（木曜） - 金曜にも出演。

## ともかのうふふのふ！ → ゆいこのうふふのふ！ → あいのうふふのふ！
毎週金曜にこの枠で放送されていた番組。
パーソナリティは当初、『カラフル☆』から担当曜日変更の上で続投となった竹中知華が務めていた。その後、2020年秋の改編で午後のワイド番組『華華天国』を担当することになった竹中に替わり、小橋川結子が担当に就いた。最後の3か月間は杉原愛が務めていた。番組の終了後、杉原は『まいたの』に金曜担当として続投した。

### パーソナリティ
いずれもラジオ沖縄のアナウンサー。
- 竹中知華（2018年10月5日 - 2020年9月25日）
- 小橋川結子（2020年9月28日 - 2022年9月30日）
- 杉原愛（2022年10月7日 - 2022年12月30日）

### ラジオカーリポーター
番組終了時のメンバーを記載。
- 前徳比嘉優 - 木曜にも出演。